# クリスティナ・ペデルセン
クリスティナ・ペデルセン（Christinna Pedersen、1986年5月12日 -）は、デンマークの女子バドミントン選手。オールボーの出身。
混合ダブルスでヨアシム・フィッシャー・ニールセンとペアを組み、2009年世界選手権で銅メダルを獲得。
カミラ・リターユールと組んだ女子ダブルスでも実績を残し、2012年ロンドンオリンピックには両種目で出場した。
混合ダブルスでは予選リーグは3連勝で1位突破し、決勝トーナメントでも準々決勝に勝利したが、準決勝で中国の張楠・趙芸蕾ペアに1-2で敗北。3位決定戦ではインドネシアのタトウィ・アーマド・リリヤナ・ナトシールペアに2-0で勝利して銅メダルを獲得した。女子ダブルスも趙芸蕾・田卿ペアや末綱聡子・前田美順ペア等が同居する激戦の予選リーグを1位で突破したが、準々決勝で藤井瑞希・垣岩令佳ペアに敗れた。
2016年リオデジャネイロオリンピックでも同じペアで女子ダブルスと混合ダブルスに出場。リターユールと組んだ女子ダブルスでは初めて決勝に進んだが、日本の高橋礼華・松友美佐紀ペアに敗れ銀メダルとなった。

## 主な成績
| 年   | 大会                 | 種目 | 成績   | Name                      |
| ---- | -------------------- | ---- | ------ | ------------------------- |
| 2008 | デンマーク・オープン | XD   | 優勝   | ニールセン / ペデルセン   |
| 2009 | 世界選手権           | XD   | 3位    | ニールセン / ペデルセン   |
| 2009 | デンマーク・オープン | XD   | 優勝   | ニールセン / ペデルセン   |
| 2010 | 香港オープン         | XD   | 優勝   | ニールセン / ペデルセン   |
| 2011 | フランス・オープン   | XD   | 優勝   | ニールセン / ペデルセン   |
| 2011 | デンマーク・オープン | XD   | 優勝   | ニールセン / ペデルセン   |
| 2012 | マレーシア・オープン | WD   | 優勝   | ペデルセン / リターユール |
| 2012 | ロンドンオリンピック | XD   | 3位    | ニールセン / ペデルセン   |
| 2012 | フランス・オープン   | WD   | 準優勝 | ペデルセン / リターユール |